# Aimitsu
Ai-Mitsu (靉光), né le 24 juin 1907 à Hiroshima et décédé le 19 janvier 1946 à Shanghai, est un artiste et peintre japonais. Il est généralement considéré comme un surréaliste mais il a aussi peint des œuvres qui peuvent être classées dans d'autres styles et genres.
Il naît en 1907 dans une petite famille de propriétaires terriens à Hiroshima et reçoit le nom Nichiro Ishimura, qu'il change plus tard pour Ai-Mitsu quand il déménage à Tokyo pour poursuivre sa carrière en tant qu'artiste. En 1934, il épouse Kie, professeure pour sourds qui le soutient dans ses luttes en tant qu'artiste. Son œuvre la plus connue est Paysage avec un œil (1938), conservée dans les collections du musée d'art moderne de Tokyo. Elle se compose de formes informes avec un grand œil dans un cadre paysager.
En 1944, il est mobilisé et envoyé en Chine, où il meurt d'une fièvre dans les mois suivant la fin de la guerre sino-japonaise.

## Galerie

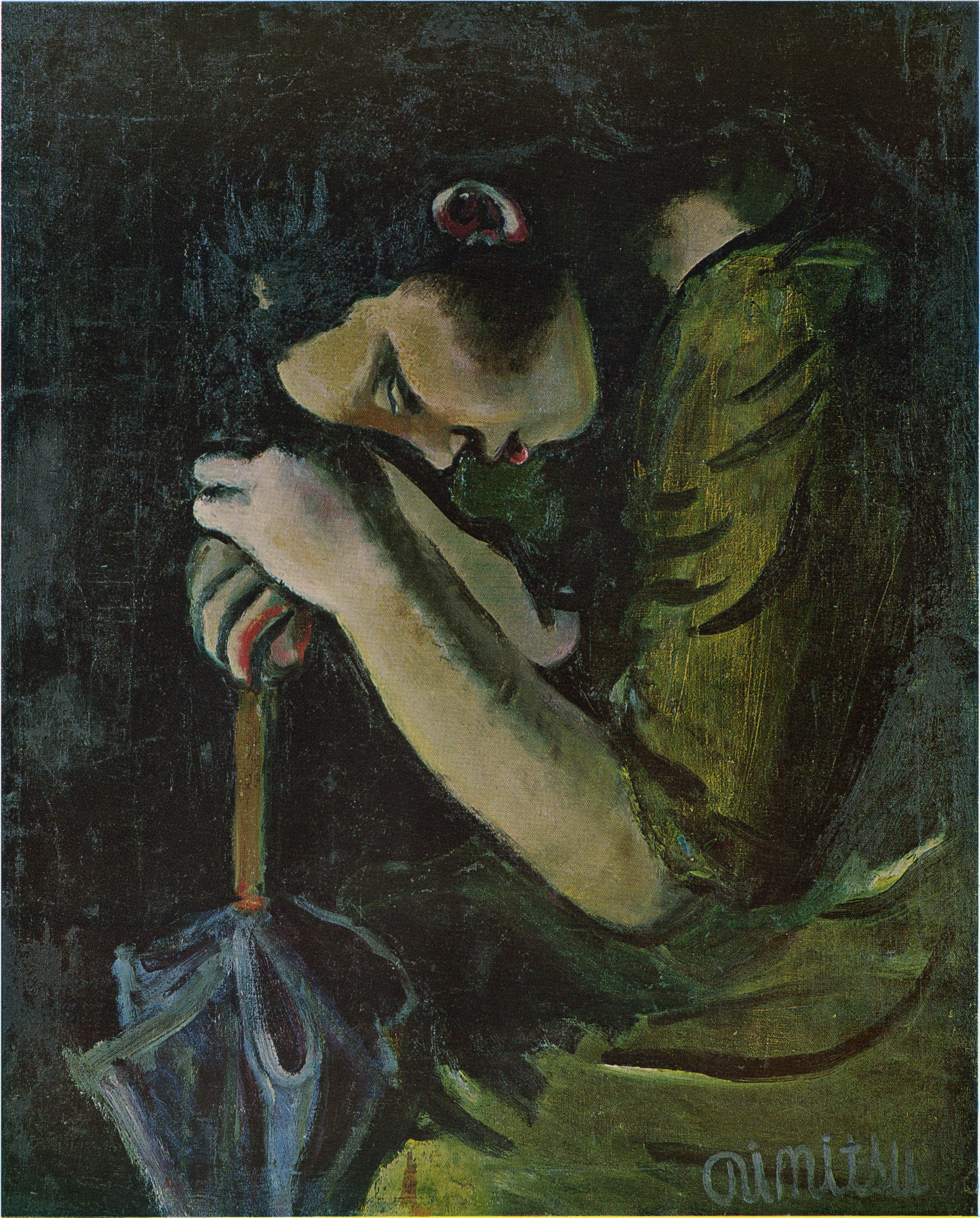
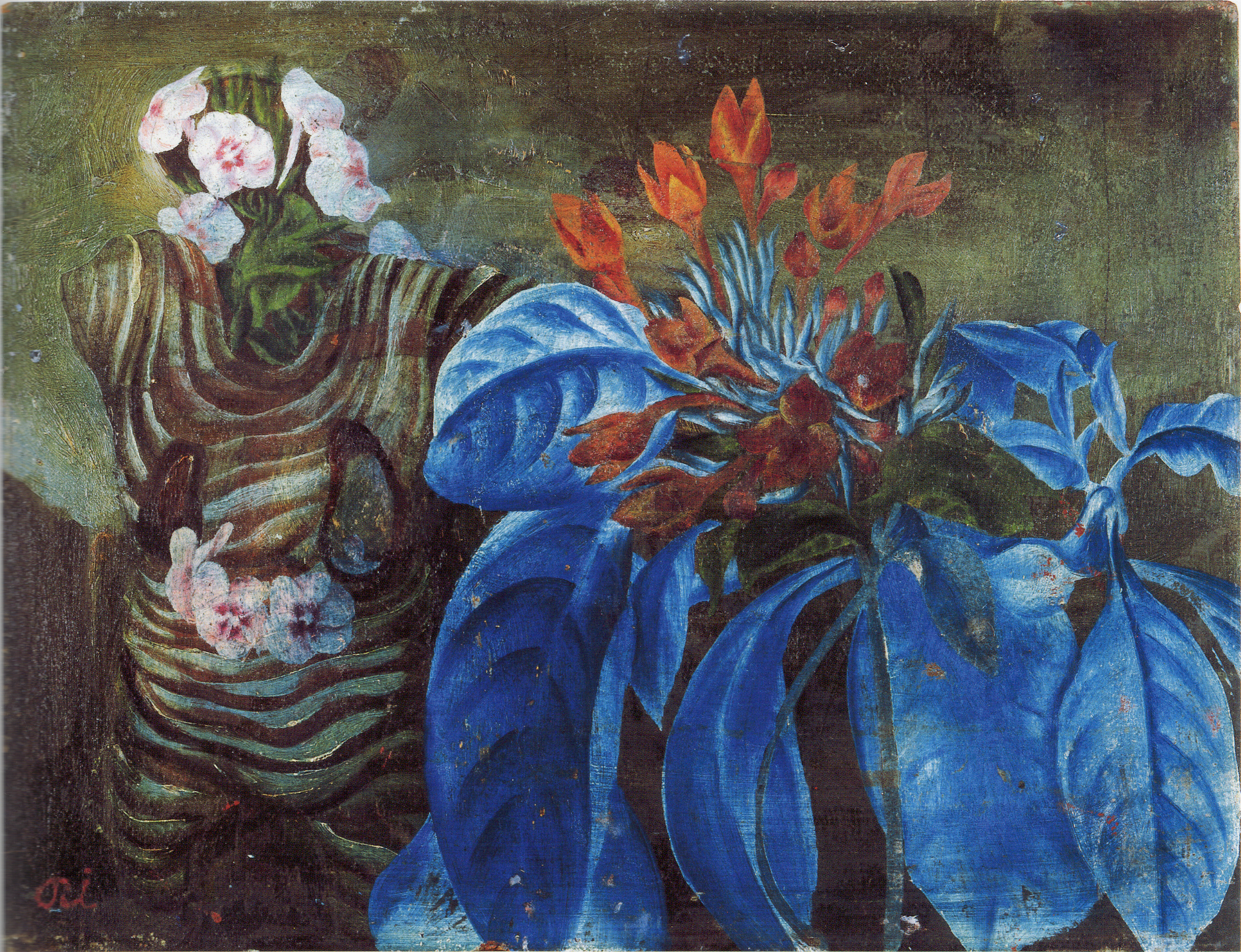
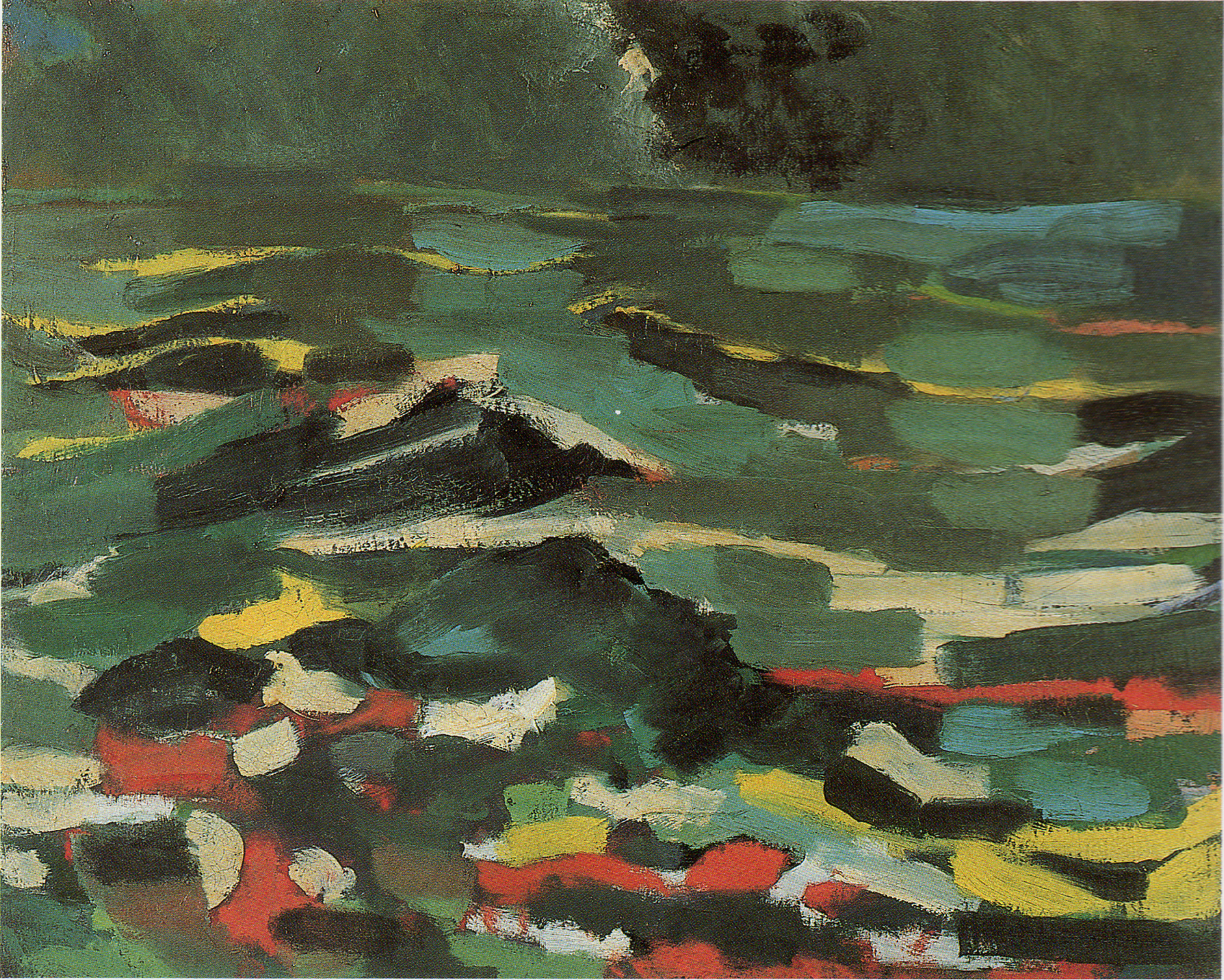
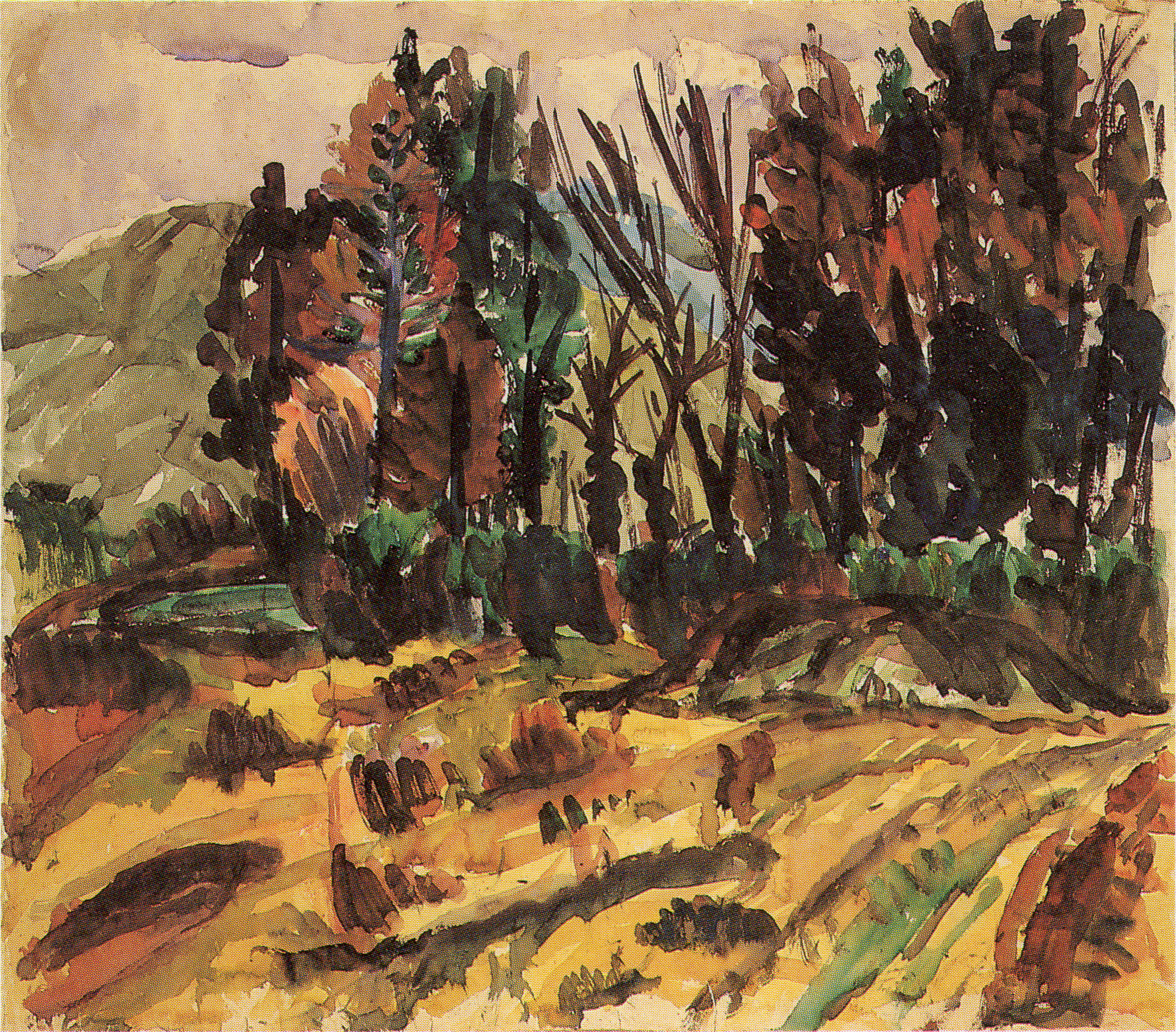

## Source de la traduction
- (en) Cet article est partiellement ou en totalité issu de l’article de Wikipédia en anglais intitulé « Aimitsu » (voir la liste des auteurs).